# Archidendron microcarpum
Archidendron microcarpum är en ärtväxtart som först beskrevs av George Bentham, och fick sitt nu gällande namn av Ivan Christian Nielsen. Archidendron microcarpum ingår i släktet Archidendron och familjen ärtväxter. Inga underarter finns listade i Catalogue of Life.